# Claude Péloquin
Claude Péloquin est un poète, écrivain, chanteur, scénariste et réalisateur québécois né à Montréal le 26 août 1942 et mort dans la même ville le 25 novembre 2018.

## Biographie
Claude Péloquin fait ses études classiques et obtient un baccalauréat en 1961. 
Il a dédié sa vie à l'écriture. Son premier recueil Jéricho est publié en 1963 et son dernier La valse fatale sort en 2017, soit un an avant son décès. Il a donc consacré plus de cinquante ans de sa vie à la littérature.  
En plus de sa pratique poétique, il a toujours été près du milieu musical. En 1964, il cofonde, avec Serge Lemoyne, Yves Hébert et Jean Gauguet-Larouche, le groupe L'Horloge du Nouvel-Âge. Dans les mêmes années, il participe à l'élaboration d'un spectacle-performance avec le groupe Le Zirmate.
En 1968, il compose des textes pour l'Osstidcho, dont les plus célèbres sont Monsieur l'Indien et  Lindberg.  Cette dernière, interprétée par Robert Charlebois et Louise Forestier, permet à Péloquin de remporter le Prix Félix-Leclerc pour la « meilleure composition canadienne de l'année » en 1969,.
En 1970, il devient réalisateur pour l'Office national du film du Canada. Il scénarise et réalise deux courts métrages documentaires de 10 minutes pour l'ONF, L'Homme nouveau et Balle de gin. Il remportera notamment, dans le cadre du Canadian Films Awards à Toronto, le prix du meilleur scénario non dramatique pour un film documentaire avec L'Homme nouveau, réalisé en collaboration avec Yves Landré. C'est dans ce film qu'on entend pour la première fois son Leitmotiv « Vous êtes pas écœurés de mourir bande de caves ! C'est assez ! ». Dans la même année, cette célèbre phrase fit scandale lorsqu'elle fut inscrite sur la murale du Grand Théâtre de Québec par l'artiste Jordi Bonet. « Roger Lemelin, l’auteur du roman Les Plouffe, est indigné. La phrase de Péloquin lui semble vulgaire, indigne d’un lieu de culture. Il souhaite la faire effacer. Il en appelle donc à la population et recueille une pétition de plus de 8000 noms qu’il remet au ministre des Affaires culturelles. S’ensuit un débat sur la liberté artistique qui va enflammer le Québec tout entier. »
En 1971, il signe les paroles d'un premier disque solo qui met en scène la musique de Jean Sauvageau; une œuvre contemporaine marquante voyageant entre l'électronique des Tangerine Dream (Allemagne) et Silver Apples (États-Unis) et une musique plus traditionnelle. En 1977, il travaille cette fois avec le multi-instrumentiste Michel Le François pour enregistrer Les Chants de l'éternité, une œuvre transcendante, éclatée et intrigante.
En 1985, il renoue avec Robert Charlebois et revient à la chanson, signant les textes de l'album Super Position. Cet album reçoit des critiques défavorables. Charlebois explique en entrevue « On était deux vieux cons de 45, 50 ans, et on s’imaginait comprendre ce que les jeunes de 20 ans voulaient. Pas vrai ! Tu l’as une fois, 20 ans. » 
Après avoir vécu aux Bahamas, il revient s'installer au Québec dans les années 1990. Quelques éditions de luxe de ses poèmes accompagnant des œuvres dans des livres d'art ponctuent cette époque. Cette avenue de diffusion de ces œuvres lui permet de se faire apprécier des milieux corporatifs, qui lui commandent des éloges poétiques.
En 2000, Péloquin effectue un retour sur disque avec Tout le monde au ciel, mais les nouvelles pièces et la relecture techno de Lindberg ne connaissent, tout au plus, qu'un succès d'estime,. 
En 2009, il était censé être l'auteur du poème que prononce Guy Laliberté dans l'espace, mais Claude refuse de céder la totalité de ses droits à Guy Laliberté, et préfère donc publier son poème sous forme de livre chez l'éditeur Transit. « Le fondateur du Cirque du Soleil devait lire le poème de 160 vers durant son voyage dans l'espace, qu'il entreprendra le 30 septembre. Mais la semaine dernière, il s'est ravisé à la dernière minute, il a confié la rédaction de l'«oeuvre spatiale» à l'auteur Yann Martel. » Le multimillionnaire a justifié cette volte-face par un «changement de direction» de son projet. Selon Claude Péloquin, toutefois, Guy Laliberté lui a plutôt tourné le dos parce qu'il refusait de lui céder ses droits d'auteur. Au lieu d'être entendu sur toute la planète, Nipi (qui signifie «eau» en innu) a plutôt résonné dans un petit bar de la rue Prince-Arthur, à Montréal, devant une cinquantaine de proches, de journalistes et de clients, dont quelques joueurs de vidéopoker concentrés sur leur machine,.
Le fonds d'archives de Claude Péloquin est conservé au centre d'archives de Montréal de Bibliothèque et Archives nationales du Québec. Les archives récentes ont été acquises par Marc Bellemare, avocat et collectionneur.
Le 25 novembre 2018, il décède à l'âge de 76 ans des suites d'un cancer généralisé.

## Œuvre

### Littérature
- Jéricho, Montréal, Publication Alouette, 1963, 32 p.
- Les Essais rouges, Montréal, Publication Alouette, 1964, 70 p.
- Les Mondes assujettis, Montréal, Collection metropolitaine, 1965, 74 p.
- Manifeste subsiste, Éditeur non identifié, 1965, 12 p.
- Calorifère, Longueuil, Presses sociales, 1965, 17 p.
- Manifeste infra; suivi des Émissions parallèles, Montréal, Éditions de l'Hexagone, 1967, 77 p.
- Pour la grandeur de l'homme, Montréal, Éditeur non identifié, 1969, n.p.
- Le repas est servi, Éditeur non identifié, 1970, 122 p.
- Éternellement vôtre, Montréal, Éditions du Jour, 1972, 127 p.  (ISBN 9780776006253)
- Chômeurs de la mort, Montréal, Mainmise, 1974, 141 p.
- Amuses crânes : aphorismes (1963-1973), Montréal, Éditeur non identifié, 1974, 96 p.
- Inoxydables, Montréal, Beauchemin, 1977, 160 p.  (ISBN 9780775004595)
- L'Autopsie merveilleuse, Montréal, Beauchemin, 1979, 205 p.  (ISBN 9782761600408)
- La Philharmonie du plaisir, Montréal, Éditeur non identifié, 1980, 17 p.
- Le cirque sacré, Montréal, Éditeur non identifié, 1981, n.p.
- Delirium Concerto(en collaboration avec Alfred Pellan), Montréal, Éditions Éternité, 1982, 8 f.
- La Paix et la Folie, Ottawa, Léméac, 1985, 230 p.  (ISBN 9782760910225)
- Une plongée dans mon essentiel, Montréal, Guernica, 1985, 119 p.  (ISBN 9782891350112)
- Le Voyage en Arctique, Montréal, Éditions Depratto, 1987, 70 p.  (ISBN 9782980096709)
- L'Ouragan doux, Montréal, Léméac, 1990, 186 p.  (ISBN 9782760994317)
- Les Mers détroublées, Montréal, Guernica, 1993, 359 p.  (ISBN 9782891350457)
- Dix doigts sur les rails, Montréal, Léméac, 1993, 210 p.  (ISBN 9782760910324)
- Pour la suite des amuse-crânes, Montréal, Éditeur non identifié, 1995, 11 f.
- Les Saints-Innocents, Montréal, Silence, 1996, 13 p.  (ISBN 9782920180437)
- Merveilles masquées, Montréal, Éditeur non identifié, 1996, n.p.
- Tranche de porc, Montréal, Silence, 1998, 20 p.  (ISBN 9782920180499)
- Flambant nu : histoires vraies, Montréal, Léméac, 1998, 125 p.  (ISBN 9782742719617)
- Dans les griffes du Messie : œuvre, 1970-1979, Montréal, Éditions Varia, 1998, 537 p.  (ISBN 9782922245066)
- Les Hélices dans la bouche, Montréal, M. Dussault, 1999, n.p.
- Une plongée dans mon essentiel (réédition), Montréal, Éditions Varia, 2000, 127 p.  (ISBN 9782922245417)
- Le Poète en feu de glace, Trois-Rivières, Écrits des Forges, 2014, 229 p.  (ISBN 9782896452538)
- La Valse fatale, Trois-Rivières, Écrits des Forges, 2017, 169 p.  (ISBN 9782896453412)

### Filmographie
- L'homme nouveau, [court-métrage], Montréal, ONF, 1970, 10 min[12].
- Balle de gin, [court-métrage], Montréal, ONF, 1971, 7 min[13].
- Moi, un savon, [court-métrage], Montréal, ONF, 1971, 8 min[14].

### Discographie
- Laissez-nous vous embrasser où vous avez mal, [enregistrement sonore], Montréal, Polydor Records, 1972, 32 min.
- Pélo Krispé, [enregistrement sonore], Montréal (Patriote), Clic, 1973.
- Les chants de l'éternité, [enregistrement sonore], Montréal, Polydor Records, 1977.
- L'ouverture du paradis, [enregistrement sonore], Montréal, London, 1979.
- Tout le monde au ciel, [enregistrement sonore], Montréal, Musi Art ; Distribution GAM, 1999.

## Prix et honneurs
1969 : Prix Félix Leclerc pour la meilleure chanson canadienne originale (pour Lindberg)
1970 : Canadian Films Awards du meilleur scénario (pour le court-métrage L'homme nouveau)

## Hommages
La rue Péloquin a été nommée en son honneur, dans la ville de Beauport, en 1977 et est maintenant présente dans la ville de Québec.

### Documents complémentaires
- [vidéo] « Le chômeur de la mort medium=documentaire », Benjjamin Hogue et Pierre Luc Gouin, 2009, 67,30 min, Montréal, La Soute, Les Films de Gary (consulté le 22 février 2022).